# Gavène
Le gavène (en latin gavelum, gavalum, en néerlandais gavele) est impôt seigneurial. Il s'agissait d'un impôt en nature proportionnel à la superficie de l'exploitation. Le gavène existait notamment dans le Cambrésis et dans les domaines de l'abbaye Saint-Vaast d'Arras. À Saint-Vaast, elle constituait en une certaine quantité d'avoine calculée d'après l'étendue de l'exploitation, sans compter poules, pains, etc. Dans le Cambrésis, une charte de 1189 précise que le gavène ne pouvait être perçu sur les terres propres de l'évêque, sur les terres seigneuriales des églises ni sur leurs fiefs. Cette charte ajoute que chaque charruée (environ douze arpents) devait fournir un demi-muid de froment et un demi-muid d'avoine ; les manouvriers qui n'avaient point de terre arable devaient fournir un menchaut (mesure pour les blés et la terre) de froment et un d'avoine, à la mesure de Cambrai. La perception avait lieu après la moisson.
Le gavène était la rémunération due au comte pour la protection qu'il assurait aux églises.

## Sources
- Léon Vanderkindere, La Formation territoriale des principautés belges au Moyen Âge, vol. I, Bruxelles, H. Lamertin, 1902 (réimpr. 1981) (lire en ligne), p. 147-148